# Love, Rosie – Für immer vielleicht
Love, Rosie – Für immer vielleicht (Originaltitel: Love, Rosie) ist die Verfilmung des Romans Für immer vielleicht (Originaltitel: Where Rainbows end) der irischen Schriftstellerin Cecelia Ahern. Der Film startete am 30. Oktober 2014 in den deutschen Kinos.

## Handlung
Alex und Rosie sind seit ihrer Kindheit beste Freunde. An Rosies 18. Geburtstag knistert es zwischen beiden, sie beschließen aber, ihre Freundschaft nicht zu gefährden und einfach nur Freunde zu bleiben. Den kurzen Kuss, den es zwischen ihnen gab, verdrängen beide. Wenig später findet ihr Schul-Abschlussball statt, zu dem Alex mit Bethany erscheint, mit der er nun zusammen ist, und Rosie wendet sich Greg zu und schläft mit ihm, was weitreichende Folgen hat. Alex’ Zukunftspläne sehen so aus, dass er an der Harvard University Medizin studieren will, und Rosie möchte in Boston Hotelmanagement studieren. Dann erfährt die junge Frau jedoch, dass sie trotz Pille danach schwanger ist. Sie behält dieses Wissen für sich und wirkt auf Alex ein, sein Studium in Harvard zu beginnen.
Rosie möchte das Baby erst zur Adoption freigeben, entschließt sich dann aber, es zu behalten, und nennt ihr Kind Katie. Sie schafft es, sich mit ihrer kleinen Tochter eine Zukunft aufzubauen. Alex hingegen genießt sein Studentenleben und verlobt sich mit Sally. Der Kontakt zwischen Rosie und Alex bricht während dieser Zeit niemals ab. Alex ist auch Pate von Katie.
Eines Tages taucht Greg bei Rosie auf und möchte nun Verantwortung für seine Tochter übernehmen. Nach anfänglichen Schwierigkeiten gibt Rosie ihm eine Chance und sie heiraten schließlich. Alex’ Verlobung hingegen zerbricht. Auf der Beerdigung von Rosies Vater Dennis treffen die beiden sich wieder und stellen fest, dass sie starke Gefühle füreinander hegen. Nun ist aber Rosie verheiratet und so fährt Alex zurück in die Staaten. Er schreibt Rosie einen Brief, dass sie etwas Besseres als Greg verdient habe. Dieser gelangt in Gregs Hände, der ihn beiseiteschafft, ohne dass Rosie davon erfährt. Als Greg Rosie in einem der Hotels der Kette, für die sie und ihre Freundin Ruby arbeiten, betrügt, wirft sie ihn hinaus und reicht die Scheidung ein. Als Rosie Alex’ Liebesbekenntnis im Schreibtisch von Greg findet versucht sie, Kontakt zu ihm aufzunehmen, muss jedoch enttäuscht feststellen, dass Alex inzwischen wieder mit Bethany zusammen ist.
Katie ist mittlerweile 12 Jahre alt. Rosie reist mit ihrer Tochter und ihrer besten Freundin Ruby zu Alex’ Hochzeit mit Bethany – und ist entschlossen, Alex endlich ihre Liebe zu gestehen und ihn von der Heirat abzuhalten. Leider kommt sie ein wenig zu spät. Trotzdem setzt sie ihren Plan in die Tat um und sagt ihm, was sie für ihn empfindet. Nachdem einige Hindernisse aus dem Weg geräumt worden sind, kommen Alex und Rosie doch noch zusammen. Rosie hat inzwischen ein eigenes Hotel aufgebaut.

## Produktion
Die Dreharbeiten starteten Anfang Mai 2013 in Toronto und endeten Mitte Juli 2013 in Dublin. Bei dem Film handelt es sich um eine Produktion der Constantin Film in Zusammenarbeit mit Canyon Creek Films und RD Film Productions.

## Kritik
Die Kritiken zum Film fallen gemischt aus. Bei Rotten Tomatoes sind nur 30 % der Kritiken positiv bei insgesamt 23 Kritiken. Die durchschnittliche Bewertung beträgt 4,4 Punkte des Höchstwerts 10. Die durchschnittliche Bewertung bei Metacritic ist 46 von 100 bei insgesamt 5 Kritiken.
Der film-dienst sah den Film eher positiv, er sei ein „geschmeidig inszenierter, berührend-witziger Liebesfilm“, dessen Handlung „zwar voller Klischees und konstruierter Momente“ sei, dieses aber durch den „Charme der Hauptdarsteller“ ausgleichen könne. Martin Schwickert meinte in der Augsburger Allgemeinen, Love, Rosie lebe vor allem von der „Frische seiner beiden Hauptdarsteller“. Sie würden der „angestaubten Triebstaudramaturgie jugendliche Leichtigkeit verleihen.“ Cinema bemängelte, Regisseur Ditter gelinge es „nur selten, den Figuren emotionale Tiefe zu verleihen“, jedoch wurde eingeräumt, dass dies „weniger an ihm als an der seichten Vorlage“ liege.
Filmstarts bemerkte, dass es nicht darum gehe, „ob die Protagonisten sich kriegen, sondern darum, was alles passieren muss, bis endlich der Liebesgroschen fällt“. Dabei gehe der Film „auch mit Themen wie Abtreibung und Kindererziehung nicht gerade zimperlich“ um. Die „nicht immer klischeefrei[en] Hürden“ ließen „das romantische Märchen“ laut kino.de „mitunter Berührung zum Melodram aufnehmen“. Der Film betone mit „vielen nahen und halbnahen Einstellungen […] Intimität“, wobei einige „berührende Szenen“ gelängen, „die sich der Zuschauer angesichts einer fortwährend hinausgezögerten Klimax geduldig erarbeiten muss“.
Epd Film vergab 3 von 5 Sternen und lobte Lily Collins als Joker „dieser doch arg konservativen Romantikkomödie“. Die Tochter von Phil Collins sei „mit ihren an Audrey Hepburn erinnernden Rehaugen eine liebreizende Erscheinung“, deren „anmutige Tollpatschigkeit […] die Unzulänglichkeiten des Drehbuchs vergessen“ lasse.